# Chicago Sockers
Chicago Sockers was een Amerikaanse voetbalclub uit Chicago. De club werd opgericht in 1995 en opgeheven in 2000. De thuiswedstrijden werden gespeeld in het Olympic Park gespeeld. De clubkleur was zwart.

## Erelijst
- Premier Development League

Winnaar (3): 1998, 1999, 2000

## Bekende ex-spelers
- Michael Bradley
- Jonathan Spector